# Paralelo 58 N
O Paralelo 58 N é um paralelo no 58° grau a norte do plano equatorial terrestre.
Começando pelo Meridiano de Greenwich e tomando a direção leste, o paralelo 58° Norte passa sucessivamente por:
| País, território ou mar | Notas                                                            |
| ----------------------- | ---------------------------------------------------------------- |
| Mar do Norte            |                                                                  |
| Noruega                 | Ponto mais meridional                                            |
| Escagerraque            |                                                                  |
| Suécia                  | Västra Götaland Jönköping Östergötland Kalmar                    |
| Mar Báltico             | Passa a norte da ilha Fårö, Suécia                               |
| Estónia                 | Ilha Saaremaa                                                    |
| Golfo de Riga           |                                                                  |
| Estónia                 | Condado de Pärnu                                                 |
| Letônia                 | Distrito de Valmiera                                             |
| Estónia                 | Condado de Viljandi Condado de Valga Põlvamaa                    |
| Rússia                  |                                                                  |
| Mar de Okhotsk          |                                                                  |
| Rússia                  | Península de Kamchatka                                           |
| Mar de Bering           |                                                                  |
| Estados Unidos          | Península do Alasca, Alasca                                      |
| Estreito de Shelikof    |                                                                  |
| Estados Unidos          | Ilha Raspberry e Afognak, Alasca                                 |
| Oceano Pacífico         | Golfo do Alasca                                                  |
| Estados Unidos          | Ilha Yakobi, Ilha Chichagof, Ilha Admiralty e continente, Alasca |
| Canadá                  | Colúmbia Britânica Alberta Saskatchewan Manitoba                 |
| Baía de Hudson          |                                                                  |
| Canadá                  | Quebec Terra Nova e Labrador                                     |
| Oceano Atlântico        |                                                                  |
| Reino Unido             | Ilha Lewis and Harris, Escócia                                   |
| The Minch               |                                                                  |
| Reino Unido             | Escócia                                                          |
| Mar do Norte            |                                                                  |